# Nicolas-Toussaint des Essarts
Pour les articles homonymes, voir Des Essarts.
Nicolas-Toussaint Lemoyne Desessarts, né ci-devant Le Moyne des Essarts, le 1er novembre 1744 à Coutances et mort le 4 octobre 1810 à Paris 11e, est un bibliographe français.

## Biographie
Nicolas-Toussaint Des Essarts a d’abord exercé, pendant quelque temps, la profession d’avocat, à Paris, avant de se reconvertir dans la profession de libraire-éditeur dans la même ville.
Libraire place de l’Odéon à partir de 1797, lui-même l’auteur de plusieurs œuvres juridiques et littéraires, il édite de volumineuses compilations. Selon Ferdinand Höfer, c’était un « compilateur laborieux et infatigable, mais inexact et superficiel. » Vapereau parle, quant à lui, de « nombreuses compilations, faites à la hâte et superficielles. »
Membre de plusieurs académies, l’Académie des sciences, belles-lettres et arts de Rouen, l’Académie des sciences, arts et belles-lettres de Caen, l’Académie des sciences, lettres et arts d'Arras, la Société nationale académique de Cherbourg, il est, lors de la Révolution, commandant du bataillon de Passy et président de l’Assemblée primaire, 45 ans, rue du Théâtre-Français, à Paris, en 1789.
En octobre 1790, il est membre de la première Assemblée électorale de Paris. Vivement attaqué, au commencement de 1794, par des citoyens de Passy, il a démissionné de son poste de commandant du bataillon, le 12 janvier, justifiant sa conduite en publiant une Réponse de N.-T. Le Moyne des Essarts, homme de loi et électeur du département de Paris, à ses calomniateurs, où il rapporte les vexations qu’il a éprouvées, et proteste contre l’accusation d’avoir été lié avec le lieutenant de police Sartine. Il reproduit, pour preuve de ses sentiments libéraux, une lettre que lui a adressée Voltaire, le 16 juin 1776 et les discours patriotiques qu’il avait prononcés dans diverses occasions.

## Principales publications
- Causes célèbres, curieuses et intéressantes, de toutes les cours souveraines du royaume, avec les jugemens qui les ont décidées, Paris, P. G. Simon, 1773-1789, 196 vol. in-12 (ISSN 2273-502X, lire en ligne).
- Les Trois Théâtres de Paris : ou Abrégé historique de l’établissement de la Comédie française, de la Comédie italienne et de l’Opéra, avec un précis des lois, arrêts, règlements et usages qui concernent chacun de ces spectacles, Paris, Lacombe, 1777 (lire en ligne sur Gallica).
- Dictionnaire universel de police : contenant l'origine et les progrès de cette partie importante de l'administration civile en France, Paris, Nicolas-Léger Moutard, 1786-1790, 8 vol. in-4º (lire en ligne).
- Galerie des orateurs grecs et latins : ou Tableau des effets de l'éloquence chez les anciens, Paris, N.-L.-M. Desessarts, 1806, xii-144, pl. gravées in-8º (lire en ligne).
- Les Siècles littéraires de la France : ou Nouveau dictionnaire, historique, critique, et bibliographique, de tous les écrivains français, morts et vivans, jusqu’à la fin du XVIIIe siècle, Paris, 1800-1803, 7 vol. in-8º et suppl. (lire en ligne).
- Nouveau dictionnaire bibliographique portatif : ou Essai de bibliographie universelle contenant l’indication des meilleurs ouvrages qui ont paru dans tous les genres, tant en France que chez les nations étrangères, anciennes et modernes ; précédé d'une nouvelle édition des Conseils pour former une bibliothèque peu nombreuse, mais choisie, Paris, 1799, 20 cm (OCLC 13532291, lire en ligne sur Gallica).
- Précis historique de la vie, des crimes et du supplice de Robespierre et de ses principaux complices, Delance, 1797, 244-[4], portr. gravé intitulé « Men roberspierre [sic] » ; in-12 (lire en ligne sur Gallica).

### Éditions scientifiques
- Joseph de La Porte, avec Antoine-Alexandre Barbier, Nouvelle bibliothèque d'un homme de goût : entièrement refondue, corrigée… contenant des jugements tirés des journaux, Paris, Duminil-Lesueur, 1808-1810, 5 vol. (lire en ligne)
- Paul Pellisson-Fontanier, Œuvres  choisies, Paris, N.-L.-M. Desessarts, 1805, 217-207 p., 2 tomes en 1 vol. (lire en ligne sur Gallica)
- Nicolas Gilbert, Œuvres complètes : contenant ses satires, ses poésies diverses et ses ouvrages en prose, nouvelle édition augmentée d'un Discours sur la satire et les satiriques, tant anciens que modernes, Paris, N.-L.-M. Desessarts, 1797, 2e éd.,  xxxii-181, in-8º, portrait (lire en ligne).